# (335292) Larrey
(335292) Larrey est un astéroïde de la ceinture principale.

## Description
(335292) Larrey est un astéroïde de la ceinture principale. Il fut découvert le 3 août 2005 à Saint-Sulpice (Oise) par l'Observatoire de Saint-Sulpice. Il présente une orbite caractérisée par un demi-grand axe de 2,33 UA, une excentricité de 0,20 et une inclinaison de 2,3° par rapport à l'écliptique.

## Compléments